# Lysimachia fraseri
Lysimachia fraseri är en viveväxtart som beskrevs av Jean Étienne Duby. Lysimachia fraseri ingår i släktet lysingar, och familjen viveväxter. Inga underarter finns listade i Catalogue of Life.

## Bildgalleri

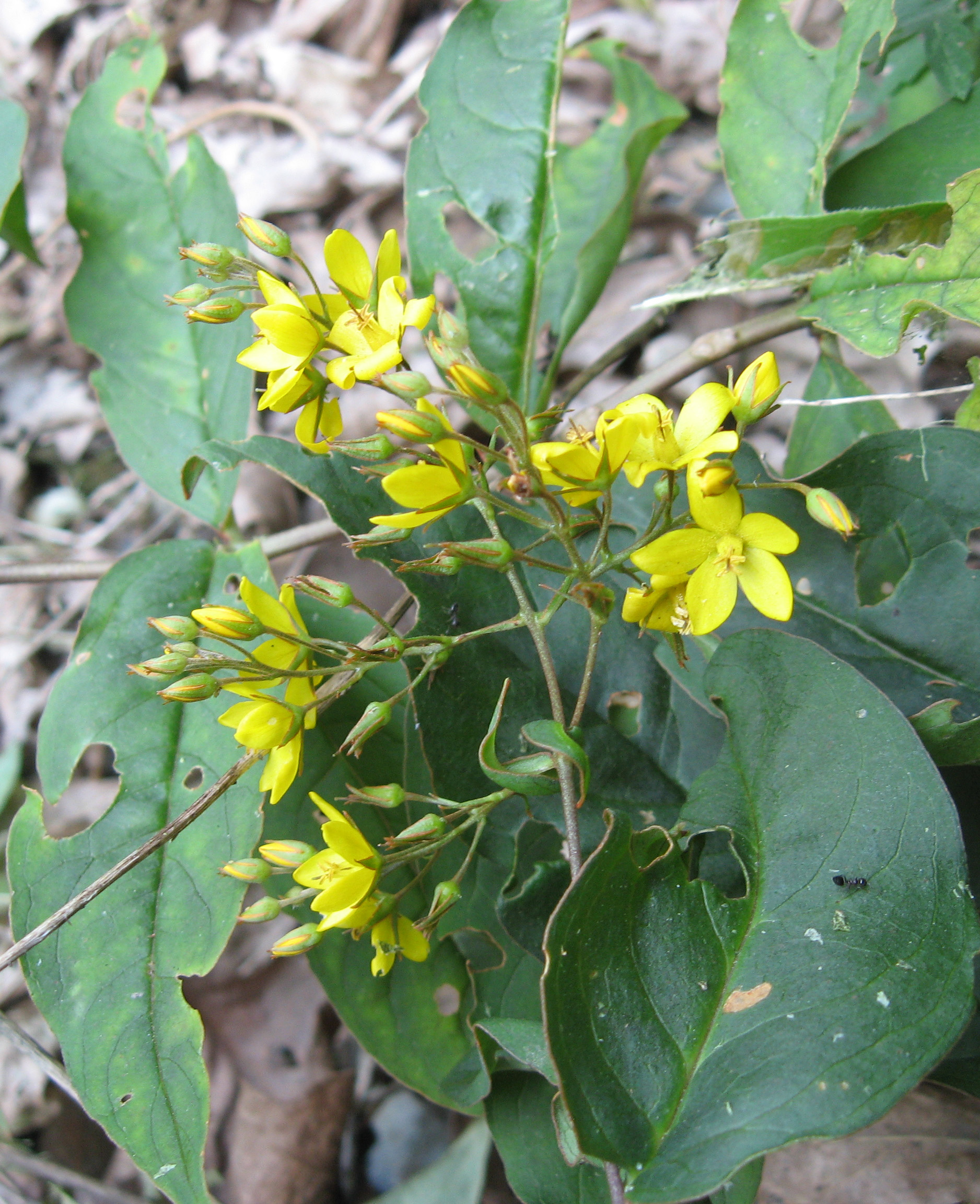